# ميخائيل منساه
ميخائيل منساه (بالإنجليزية: Michael Mensah)‏ (5 يوليو 1981 بغانا - ) هو لاعب كرة قدم غاني في مركز الهجوم. لعب مع نادي إف إل سي تان هوا ونادي سيريانسكا وThanh Hóa FC (1962) ‏ وFC Jokerit ‏ وRakuunat ‏ وFC Kuusankoski ‏ ونادي تريليبورج ‏.

## وصلات خارجية
- ميخائيل منساه على موقع قاعدة بيانات كرة القدم.إي يو (الإنجليزية)
- ميخائيل منساه على موقع Soccerway.com (الإنجليزية)